# 入間市站
入間市站（日语：／ Irumashi eki */?）是一個位於埼玉縣入間市河原町，屬於西武鐵道池袋線的鐵路車站。車站編號是SI23。

## 車站結構
側式月台1面1線與島式月台2面4線，合計3面4線的地面車站，設有跨站式站房。月台與閘機層之間有樓梯、扶手電梯和升降機（1號月台除外）聯絡。廁所設於2樓閘內，併設了多機能廁所。除此以外閘外的南口站前廣場也有公廁。車站前後有S字型的急彎。

### 月台配置
| 月台 | 路線   | 方向 | 目的地                             | 備註                     |
| ---- | ------ | ---- | ---------------------------------- | ------------------------ |
| 1    | 池袋線 | 下行 | 飯能、西武秩父方向（特急專用月台） | 與2號月台共用軌道        |
| 2、3 | 池袋線 | 下行 | 飯能、西武秩父方向（一般類別月台） | 2號月台與1號月台共用軌道 |
| 4、5 | 池袋線 | 上行 | 所澤、池袋、新木場、澀谷、橫濱方向 |                          |

## 使用情況
2016年度1日平均上下車人次為34,453人。西武鐵道全部92個車站當中排行第27位。
近年1日平均上下車人次以及上車人次的推移如下表。
| 年度               | 1日平均 上下車人次 | 1日平均 上車人次 |
| ------------------ | ------------------ | ---------------- |
| 2003年（平成15年） | 34,459             |                  |
| 2004年（平成16年） | 34,475             |                  |
| 2005年（平成17年） | 34,359             |                  |
| 2006年（平成18年） | 34,645             |                  |
| 2007年（平成19年） | 34,979             |                  |
| 2008年（平成20年） | 37,247             |                  |
| 2009年（平成21年） | 36,331             |                  |
| 2010年（平成22年） | 35,706             |                  |
| 2011年（平成23年） | 34,580             |                  |
| 2012年（平成24年） | 35,241             |                  |
| 2013年（平成25年） | 35,881             |                  |
| 2014年（平成26年） | 35,042             |                  |
| 2015年（平成27年） | 34,306             |                  |
| 2016年（平成28年） | 34,453             |                  |

## 相鄰車站
西武鐵道
 池袋線
- ■特急「秩父」「武藏」、□S-TRAIN停靠站

■快速急行
小手指（SI19）－入間市（SI23）－飯能（SI26）
■急行、■通勤急行、■快速、■準急、■各站停車（通勤急行只限上行運行）
稻荷山公園（SI22）－入間市（SI23）－佛子（SI24）
- 此站與佛子站之間在1917年（大正6年）至1953年（昭和28年）之間曾存在黑須站的貨物站。

## 外部連結
- 入間市 - 西武鐵道